# Infinity (альбом Guru Josh)
Infinity — дебютный и единственный студийный альбом джерсийского диджея и музыканта Guru Josh'а, вышедший в 1990 году. Альбом включает в себя трек «Infinity (1990's... Time for the Guru)», выпущенный синглом в 1989 году и 24 февраля 1990 года занявший пятое место в UK Singles Charts.

## Релиз
В июле 1990 года альбом был издан на виниле, аудиокассете и CD и поступил в продажу в Европе, Бразилии и Австралазии. В сентябре 1990 года альбом вышел в Японии. 19 июля 2004 года в Великобритании альбом был переиздан компанией Sony Music на CD с дополнением в виде четырёх бонус-треков.

## Список композиций
Слова и музыка всех песен — Guru Josh, кроме с указанием авторства.
| №   | Название                      | Длительность |
| --- | ----------------------------- | ------------ |
| 1.  | «Warehouse Requiem»           | 1:08         |
| 2.  | «Lift up Your Arms»           | 4:45         |
| 3.  | «Whose Law (Is it Anyway)»    | 3:19         |
| 4.  | «The Wanderer»                | 4:39         |
| 5.  | «Powerforce»                  | 3:24         |
| 6.  | «Popcorn» (Gershon Kingsley)  | 4:05         |
| 7.  | «Infinity»                    | 4:00         |
| 8.  | «Move your Body»              | 5:03         |
| 9.  | «Crave it»                    | 3:55         |
| 10. | «E-Minor Dim 7»               | 5:23         |
| 11. | «Louie Louie» (Richard Berry) | 4:09         |

| №   | Название                                     | Длительность |
| --- | -------------------------------------------- | ------------ |
| 12. | «Infinity» (1990s Time for the Guru 12" Mix) | 7:30         |
| 13. | «Infinity» (Sane Remix)                      | 6:15         |
| 14. | «Whose Law (Is It Anyway)» (12" Mix)         | 6:05         |
| 15. | «Whose Law (Is It Anyway)» (Speedball Mix)   | 5:49         |
| 16. | «Warehouse Requiem» (Extended Mix)           | 3:40         |

## Чарты
| Хит—парад (1990) | Наивысшая позиция |
| ---------------- | ----------------- |
| UK Albums Chart  | 41                |